# Alejandro Lamela
Alejandro Lamela (Lugo, 1910 – Tolosa de Llenguadoc, març de 1991) fou un dirigent anarcosindicalista gallec.

## Biografia
Va tenir una joventut tumultuosa i participà en els fets de la revolució social espanyola de 1936 com a membre de la CNT i de la Federació Ibèrica de Joventuts Llibertàries (FIJL). Durant la retirada de febrer de 1939 de l'exèrcit republicà a les acaballes de la guerra civil espanyola marxà cap a França, on va passar per diversos camps de treball i formar part de companyies de treballadors estrangers. Després de la Segona Guerra Mundial s'establí a Clarmont d'Alvèrnia. Allí va dirigir el Boletín Ródano-Alpes (1956-1961) amb Antonia Fontanillas i Diego Camacho. Fou membre de la comissió de relacions del Moviment Llibertari Espanyol del Massís Central, i participà en la selecció de militants cenetistes espanyols que volien formar part de la CNT clandestina entre 1950 i 1960.
Fou escollit darrer Secretari General de la CNT a l'exili en el Congrés de Federacions Locals celebrat a Marsella l'agost de 1975, així com delegat de l'AIT. L'agost de 1976 deixà el càrrec a Juan Gómez Casas, primer secretari a l'interior des de 1936 en situació de semilegalitat. Es retirà després a Tolosa de Llenguadoc, on va morir el 1991.